# 消防科学総合センター
一般財団法人消防科学総合センター（しょうぼうかがくそうごうセンター）は、消防防災に関する科学的調査研究及び情報資料の収集・分析並びに消防防災に関する情報の提供を行っている法人。元総務省消防庁所管、1977年（昭和52年）設立。

## 概要
- 所在：東京都三鷹市中原3-14-1
- 会長：山越芳男
- 理事長：木下英敏

## 事業
- 災害・火災の科学的な研究・情報処理
- インターネット上の仮想博物館「消防防災博物館」の開設・運営